# Carbury (comté de Kildare)
Carbury (en irlandais, Cairbre), autrefois aussi appelé "Carbery", est une communauté rurale au nord-est du comté de Kildare, en Irlande.
Située sur la R402, entre Enfield et Edenderry, près de la frontière avec le comté d'Offaly, elle comprend les plus petits hameaux de Derrinturn, Ticknevin et  Killina au long du Grand Canal. Juste au nord du village se trouve la source de la Boyne.

## Histoire

### Carbury Hill
Cette colline proéminente située juste au nord du village de Carbury est habitée depuis l'âge du bronze. Bien qu'en partie ensablés, au moins deux tumulus de l'époque se trouvent encore au sommet de la colline.
Le site était anciennement connu sous le nom de Sídhe Neachtain ou "Le Manoir de Neachtain", de Nuadha Neacht, un chef de la mythologie Tuatha de Danann qui devint roi de Leinster pendant un an en 45 apr. J.-C. selon les Annales des quatre maîtres. Lui et ses frères étaient les gardiens du puits au pied de la colline (aujourd'hui Trinity Well à Newberry Hall, Carbury, comté de Kildare) qui était associé au don de sagesse. Lorsque Neachtain a épousé la déesse Boann (ou Bóinn), elle voulait voir le puits sacré, mais n'a jamais été autorisée à le visiter, car Neachtain devait garder l'emplacement secret. Un jour, Bóinn le suivit et lorsqu'elle trouva le puits, elle se laissa goûter aux eaux interdites. Le puits a éclaté, s'engouffrant autour de la colline et à travers le pays, jusqu'à la mer d'Irlande. Selon la légende, la curieuse Bóinn a été emportée par les eaux tumultueuses et s'est noyée, et ainsi la rivière Boyne - une incarnation de son esprit - a été créée.
La dernière référence à Sidh Neachtain dans les Annales des Quatre Maîtres enregistre la mort de Laoghaire, Haut Roi d'Irlande et fils de Niall des Neuf Otages, à Sidh Neachtain en 458 apr. J.-C. Son frère Cairbre (dont Carbury tire son nom) a établi une dynastie qui contrôlait la colline au cours des siècles suivants en tant que centre du territoire connu sous le nom de Cairbre Uí Chiardha (qui peut encore être vu sur les panneaux de signalisation dans la région). Ils étaient les Ó Ciardha, sept des Southern Uí Néill (anglicisés Carey, Carry et Keary), les seigneurs de Carbury mentionnés dans les Annales des quatre maîtres en 952
L'ancienne colonie était proche de l'ancienne route stratégique appelée Eiscar Riada ou Slí Mhor (la "Grande Route"), qui reliait l'est de l'Irlande au fleuve Shannon et à l'ouest du pays.

### Le château de Carbury

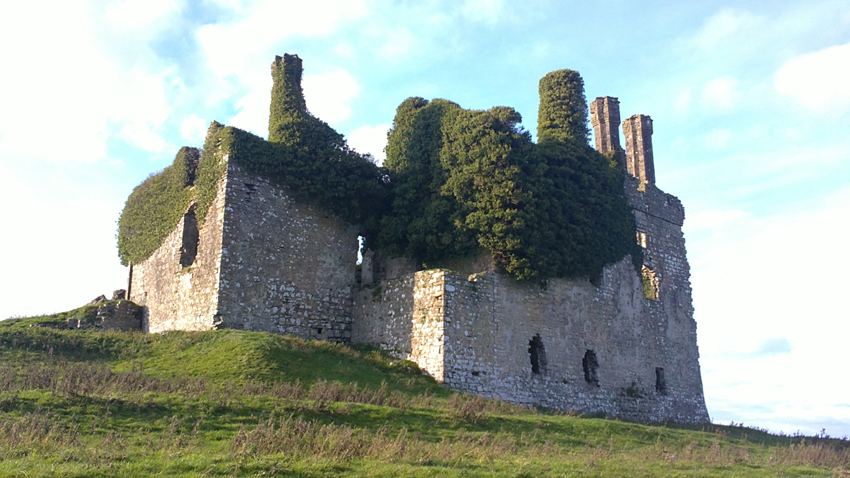
Les ruines du château de Carbury.

Après l'invasion normande du XIIe siècle, Meiler Fitzhenry a obtenu la région de Carbury. La motte au sommet de la colline derrière le château actuel a probablement été construite par Meiler FitzHenry qui a obtenu la région par Richard de Clare, 2e Comte de Pembroke (Strongbow).
Le complexe fut acquis par les de Bermingham au XIVe siècle, il passa par héritage à la famille Preston, qui détenait le titre de Baron Gormanston, avant d'être repris par les Irlandais au XVe siècle. Le 1er comte de Shrewsbury, John Talbot, plus tard également comte de Wexford, comte de Waterford et baron de Dungarvan, reconstruisit le château de Carbury après 1428-1447.
À partir du 23 octobre 1554, un bail de 21 ans fut accordé à Sir Henry Colley (mort en 1584) (l'ancêtre patrilinéaire des ducs de Wellington). Le bail a été renouvelé et la famille Colley a construit une grande maison forte au sommet de la colline au XVIIe siècle. Le centre scénique central de Carbury Hill est maintenant les ruines de ce manoir des Tudor des Colleys, également connu sous le nom de Fairy Hill.
La colline a été également un site de repli utilisé par les Irlandais pendant la Grande Rébellion de 1798.

## Sports

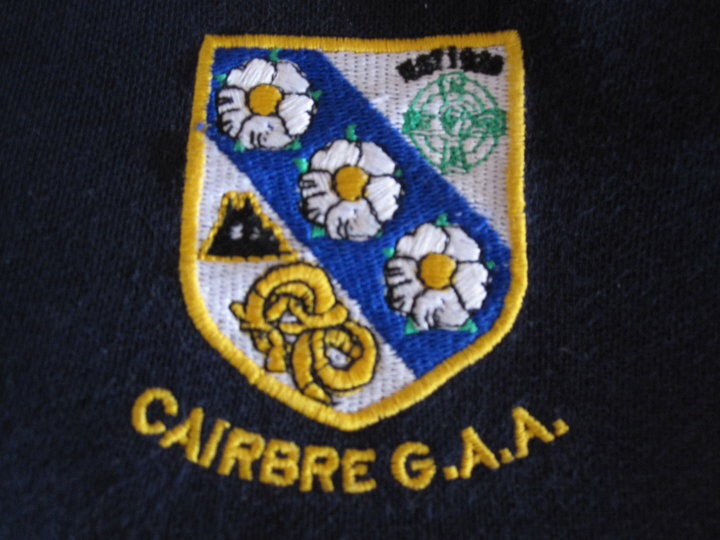
L'écusson de Carbury GAA.

Le Carbury GAA est le club de football gaélique local, vainqueur de 11 championnats de football senior du comté de Kildare. Le Carbury GAA Club a été fondé en 1925. Depuis lors, il a grandi et s'est développé pour devenir l'un des principaux clubs seniors du comté de Kildare. Le club compte environ 150 membres adultes et 150 jeunes, quatorze équipes de football masculines et féminines.
Carbury S.C est le club de football local qui a été formé lorsque Carbury Utd et Parsonstown Utd ont fusionné.

## Homonymes
Le petit village de Carbury situé dans le comté de Bottineau aux États-Unis, au Dakota du Nord, porte le même nom.

## Transports
La gare de Carbury a été ouverte par le Midland Great Western Railway le 10 avril 1877 dans le cadre de sa ligne secondaire d'Enfield à Edenderry. La gare a été fermée au trafic régulier de passagers le 1er juin 1931 et au trafic de marchandises le 1er septembre 1932. La branche est restée utilisée pour des trains spéciaux occasionnels jusqu'à la fermeture définitive le 1er avril 1963.
La gare survit en tant que résidence privée.

## Personnalités locales
- Tony Adams, producteur de films ;
- Dudley Colley, parlementaire, propriétaire du château de Carbury au XVIIe siècle ;
- Thomas Flanagan, évêque auxiliaire du diocèse de San Antonio aux États-Unis.